# دو ۴ در ۱۰۰ متر امدادی

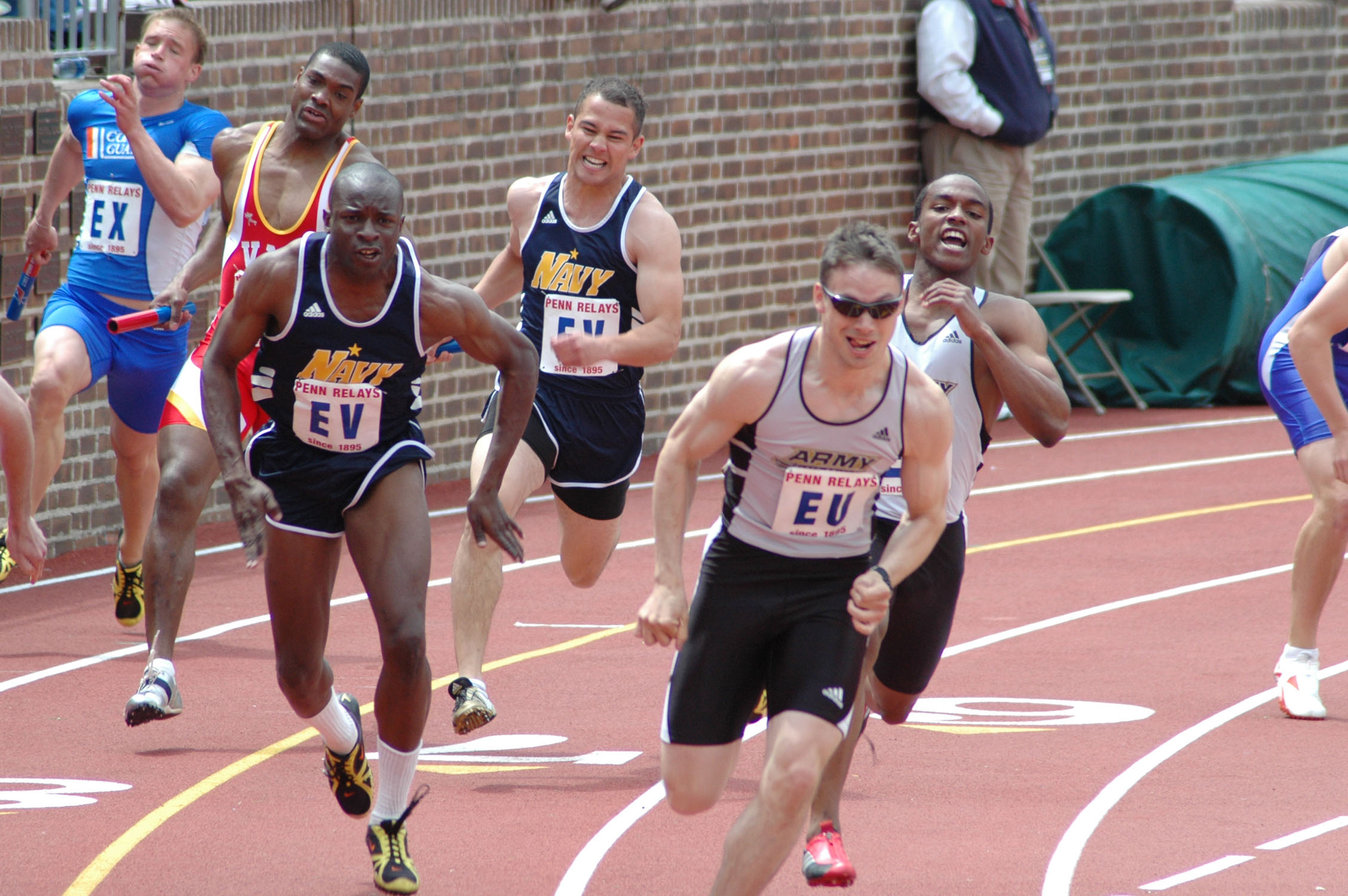
انتقال چوب در یک مسابقه ۴ در ۱۰۰ متر

دو ۴ در ۱۰۰ متر امدادی یکی از رشته‌های دو و میدانی است که در آن چهار دونده هر یک مسافت ۱۰۰ متر را دویده و سپس چوب امدادی را به دونده بعدی می‌رسانند. در مسابقات این رشته معمولاً تمام دونده‌های تیم باید در خط از پیش تعیین شده خود بدوند.
۴ در ۱۰۰ متر از المپیک ۱۹۱۲ در بخش مردان و از المپیک ۱۹۲۸ تاکنون در بخش زنان برگزار می‌شود و در برنامهٔ مسابقات قهرمانی جهان نیز قرار دارد.
محل رد و بدل شدن چوب امدادی در این مسابقه یک محدودهٔ ۲۰ متری است. دونده‌ها اجازه دارند از ۱۰ متر قبل از آن استارت زده و وقتی وارد محدودهٔ ۲۰ متری شدند چوب امدادی را از دوندهٔ قبلی بگیرند. معمولاً دونده‌ها برای جلوگیری از اتلاف وقت بدون نگاه کردن به عقب چوب امدادی را از دوندهٔ قبلی می‌گیرند و به همین دلیل افتادن چوب امدادی در مسابقات این رشته غیرمنتظره نیست.
به‌طور تاریخی تیم ملی آمریکا قدرت برتر این رشته در هر دو بخش مردان و زنان در سطح بین‌المللی بوده‌است. آمریکایی‌ها ۱۵ بار در بخش مردان و ۱۰ بار در بخش زنان قهرمان المپیک شده‌اند.
رکورد جهانی این رشته در بخش مردان با زمان ۳۶٫۸۴ ثانیه به تیم ملی جامائیکا متشکل از نستا کارتر، مایکل فراتر، یوهان بلیک و یوسین بولت تعلق دارد که در المپیک ۲۰۱۲ لندن ثبت شد. رکورد زنان این رشته نیز در همین المپیک توسط تیم ملی آمریکا با زمان ۴۰٫۸۲ ثانیه به ثبت رسید. تیانا مدیسون، بیانکا نایت، آلیسون فلیکس و کارملیتا جتر اعضای تیم رکوردشکن آمریکا بودند.

## مسابقات المپیک

### مردان
| رتبه | کشور                | طلا | نقره | برنز | مجموع |
| ۱    | ایالات متحده آمریکا | ۱۵  | ۳    | ۰    | ۱۸    |
| ۲    | اتحاد جماهیر شوروی  | ۲   | ۴    | ۱    | ۷     |
| ۳    | بریتانیای کبیر      | ۲   | ۳    | ۲    | ۷     |
| ۴    | جامائیکا            | ۲   | ۱    | ۰    | ۳     |
| ۵    | کانادا              | ۱   | ۰    | ۱    | ۲     |
| ۶    | تیم متحد آلمان      | ۱   | ۰    | ۱    | ۲     |
| ۷    | آلمان               | ۰   | ۲    | ۱    | ۳     |
| ۸    | لهستان              | ۰   | ۲    | ۰    | ۲     |
| ۹    | فرانسه              | ۰   | ۱    | ۴    | ۵     |
| ۱۰   | ایتالیا             | ۰   | ۱    | ۲    | ۳     |
| ۱۰   | کوبا                | ۰   | ۱    | ۲    | ۳     |
| ۱۲   | سوئد                | ۰   | ۱    | ۱    | ۲     |
| ۱۲   | برزیل               | ۰   | ۱    | ۱    | ۲     |
| ۱۲   | نیجریه              | ۰   | ۱    | ۱    | ۲     |
| ۱۲   | ترینیداد و توباگو   | ۰   | ۱    | ۱    | ۲     |
| ۱۶   | آلمان شرقی          | ۰   | ۱    | ۰    | ۱     |
| ۱۷   | هلند                | ۰   | ۰    | ۱    | ۱     |
| ۱۷   | مجارستان            | ۰   | ۰    | ۱    | ۱     |
| ۱۷   | آلمان غربی          | ۰   | ۰    | ۱    | ۱     |
| ۱۷   | ژاپن                | ۰   | ۰    | ۱    | ۱     |